# 西浦村 (静岡県)
西浦村（にしうらむら）は静岡県の東部、君沢郡・田方郡に属していた村である。現在の沼津市南西部、西浦地区にあたる。

## 地理
伊豆半島の北西端に位置した。現在の沼津市域は南半分が伊豆半島にまたがる形となっており、当村は伊豆半島に属する地域の中部にあたる。南は達磨火山北麓の山地、北には駿河湾が迫る地形で、海岸沿いに沼津市から内浦村を経て戸田村方面へと至る県道が通っていた。
- 山：金冠山、真城山（さなぎやま）
- 岬：大瀬崎

## 歴史
- 1889年（明治22年）4月1日 - 町村制の施行により、君沢郡古宇村（こうむら）、平沢村、久連村（くづらむら）、木負村（きしょうむら）、河内村、立保村、足保村、久料村（くりょうむら）、江梨村が合併して西浦村が発足。
- 1896年（明治29年）4月1日 - 郡の統合により田方郡所属となる。
- 1955年（昭和30年）4月1日 - 内浦村、駿東郡愛鷹村、大平村とともに沼津市に編入。同日西浦村廃止。

## 教育
- 西浦村立西浦小学校
- 西浦村立西浦中学校

## 交通
- 静岡県道17号沼津土肥線[1]
- 静岡県道128号達磨山西浦線（現・静岡県道127号船原西浦高原線）[2]

## 名所・旧跡・観光スポット・祭事・催事
- 大瀬明神の神池 - 大瀬崎の引手力命神社境内にある淡水池。伊豆七不思議の一つ。